# Pomacochas
Pomacochas es una localidad peruana, capital del distrito de Florida, ubicado en la provincia de Bongará en el departamento de Amazonas. Se encuentra a una altitud de 2225 m s. n. m. Tiene una población de 2044 habitantes en 1993.

## Clima
| Parámetros climáticos promedio de Pomacochas | Parámetros climáticos promedio de Pomacochas | Parámetros climáticos promedio de Pomacochas | Parámetros climáticos promedio de Pomacochas | Parámetros climáticos promedio de Pomacochas | Parámetros climáticos promedio de Pomacochas | Parámetros climáticos promedio de Pomacochas | Parámetros climáticos promedio de Pomacochas | Parámetros climáticos promedio de Pomacochas | Parámetros climáticos promedio de Pomacochas | Parámetros climáticos promedio de Pomacochas | Parámetros climáticos promedio de Pomacochas | Parámetros climáticos promedio de Pomacochas | Parámetros climáticos promedio de Pomacochas |
| Mes                                          | Ene.                                         | Feb.                                         | Mar.                                         | Abr.                                         | May.                                         | Jun.                                         | Jul.                                         | Ago.                                         | Sep.                                         | Oct.                                         | Nov.                                         | Dic.                                         | Anual                                        |
| -------------------------------------------- | -------------------------------------------- | -------------------------------------------- | -------------------------------------------- | -------------------------------------------- | -------------------------------------------- | -------------------------------------------- | -------------------------------------------- | -------------------------------------------- | -------------------------------------------- | -------------------------------------------- | -------------------------------------------- | -------------------------------------------- | -------------------------------------------- |
| Temp. máx. media (°C)                        | 25                                           | 26                                           | 26                                           | 25                                           | 23                                           | 22                                           | 21                                           | 21                                           | 21                                           | 21.5                                         | 23                                           | 24                                           | 23.2                                         |
| Temp. media (°C)                             | 16                                           | 16                                           | 16                                           | 16                                           | 16                                           | 15.6                                         | 15.3                                         | 15.2                                         | 15.9                                         | 16.4                                         | 16.5                                         | 16.5                                         | 16                                           |
| Temp. mín. media (°C)                        | 18                                           | 19                                           | 20                                           | 18                                           | 17                                           | 16                                           | 15                                           | 14                                           | 14.5                                         | 15                                           | 16                                           | 17                                           | 16.6                                         |
| Fuente n.º 1: Accuweather                    |                                              |                                              |                                              |                                              |                                              |                                              |                                              |                                              |                                              |                                              |                                              |                                              |                                              |
| Fuente n.º 2: climate-data.org               |                                              |                                              |                                              |                                              |                                              |                                              |                                              |                                              |                                              |                                              |                                              |                                              |                                              |

## Lugares de interés

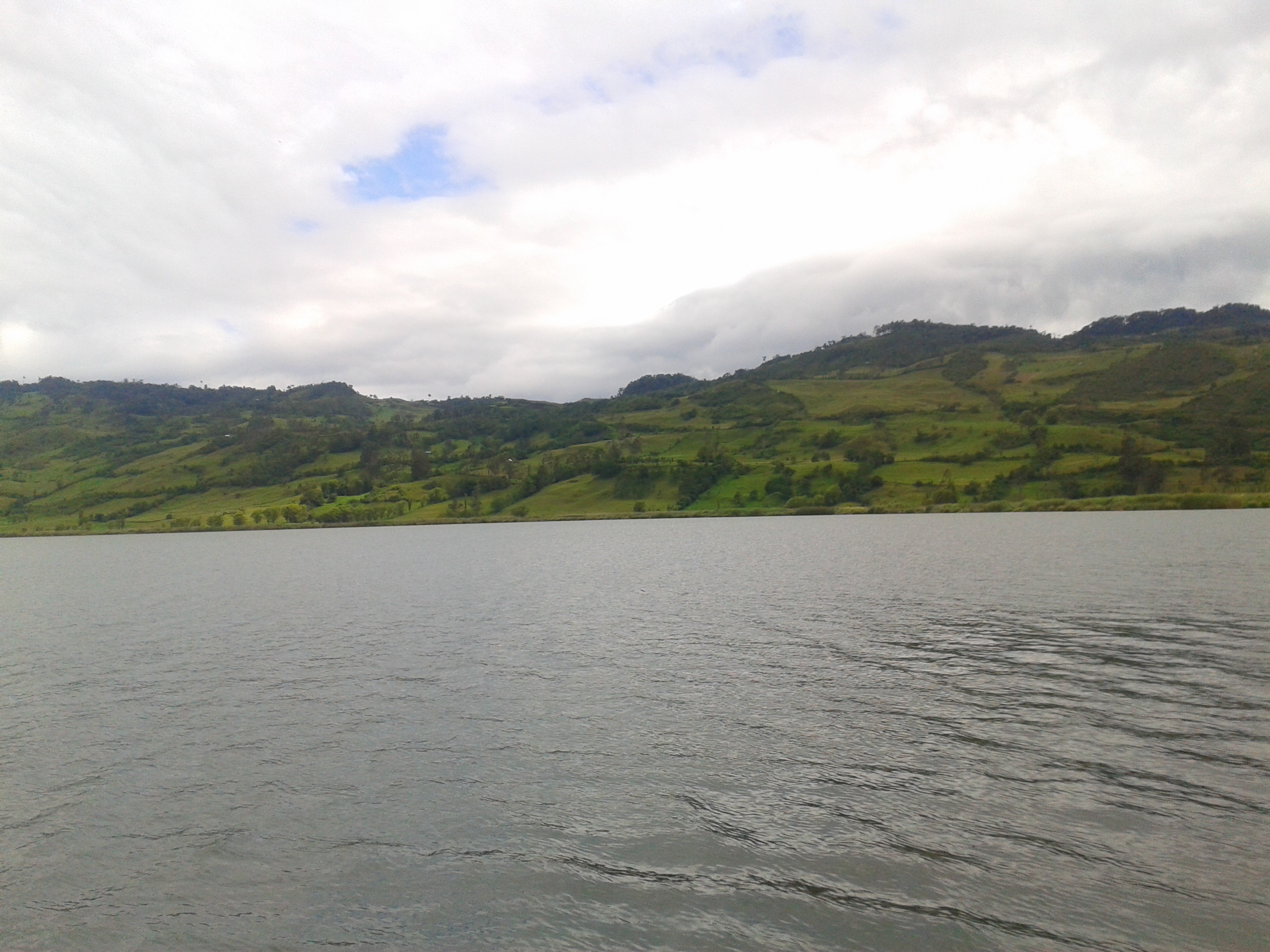

- Laguna de Pomacochas[5]